# Edvi Illés család
Az Edvi Illés család régi Vas vármegyei nemes család, amely az 1595. évben meghalt Koltai J. Ferenctől kezdődően tudja levezetni családfáját. 
Fent nevezett Ferenc fiai közül Balázs nevű fia menekült el a török elől Sopron megyébe és Edvi Edvy Brigittát vette feleségül. 
Balázs eladta Koltán levő birtokainak nagy részét váltságdíj céljából, azért, hogy a török rabságban élő testvérét kiszabadíthassa, de később birtokait sikerült visszaszereznie és 1643-ban új adományt is nyert rá. 
Gergely nevű fia Győr vármegyében, Malomsokon volt evangélikus lelkész. 1660-tól 1674-ig szolgált Malomsokon, a pozsonyi vértörvényszék gályarabságra ítélte, útközben azonban meghalt. 
Testvérei közül Balázsnak és Györgynek maradtak gyermekei:

## György ága
György fia Gergely, annak fia pedig Ádám volt, aki Kisbabóton szerzett birtokot, amelyre 1747. június 15-én nyert nádori adományt. Ő lett a kisbabóti ág új megalapítója. Felesége Gaál Magdolna. Fiuk László, unokájuk József. E József fiától, Gedeontól származik az 1825-ben született Aladár, aki kereskedelmi miniszteri osztálytanácsos, műszaki és közgazdasági író lett.

## Balázs ága
Balázs legidősebb fiának, Balázsnak leszármazottai közül kitűntek: 
- József (1732–1804) sitkei plébános, a szombathelyi egyházmegye Kemenesaljai Esperesi Kerületének esperese.
- László szentimrefalvai római katolikus iskolamester.
- Ferenc (1793–1852) edelényi plébános, az egri főegyházmegye szendrői espereskerületének helyettes alesperese, Borsod, Gömör és Torna vármegyék táblabírája.
- Pál (1793–1871) nemesdömölki evangélikus prédikátor, egyházi író, publicista és a Magyar Tudományos Akadémia tagja, aki 1836-ban Vas vármegyében hirdettette ki nemességét.
- Péter (1759–1816) az evangélikus gyülekezet újjáalakulásától haláláig a Sopron vármegyei Szentandrás (ma: Rábaszentandrás) evangélikus prédikátora és egyházi író.
- Ádám (1760–1819) Péter öccse, 1788-tól Tárnokréti evangélikus gyülekezetének lelkésze haláláig, fiai: Pál (1793), Ádám (1803) és László (1813).
- Edvi Illés Károly (1842–1919) Edvi Illés Ádám (1803–1876) fia, jogtudor, királyi ügyész, publicista és kriminalista író, az MTA levelező tagja.
- Sándor (1859–1903) MÁV ellenőr, közgazdasági író.

A család Vas vármegyén kívül elszármazott Győr, Sopron, Nógrád, Pest, Somogy, Temes, Vas, Veszprém és Zala vármegyékbe is.

## Pest megyei ágból
- Aladár (Pest, 1870. május 25. – Budapest, 1958. június 1.) festőművész.

## Nógrád megyei ág
- Ödön (Tolmács, 1877. március 23. – Budapest, 1946. június 5.) festőművész.
- Gizella (Tolmács, 1871. április 5. – Budapest, 1944. szeptember 20.) csipkeverő, a Hunnia csipke megalkotója.

## Címer leírás
A család különböző ágai által használt címer közös alakja a pajzsbeli oroszlán. Sisakdísz változó.   

## A babóti ág címerleírása
Kékben ágaskodó arany oroszlán. Sisakdísz: Koronán könyöklő, görbe kardot tartó kar. 